# Brunnichia ovata
Brunnichia es un género monotípico perteneciente a la familia de las poligonáceas. Su única especie: Brunnichia ovata es originaria de Estados Unidos.

## Descripción
Es una planta anual con tallos rastreros,y enraizamiento en los nudos, los más jóvenes  trepando con zarcillos, ramificados, cilíndricos, alcanzado los 13 m de longitud, los más grandes de 2 cm de diámetro, la madera blanda. Las ócreas oscuras, de 0.5- 1 mm, por lo general con franjas de color rojizo; pecíolo dilatado en la base, la hoja de 3.15 x 1,5-8 cm, base truncada a subcordada a ampliamente cuneada, ápice agudo a acuminado. Inflorescencias de 5-26 cm; con pedúnculo. Los frutos son aquenios subglobosos. El número de cromosomas: 2 n = 48.
Se encuentra en las riberas de los ríos, los márgenes de los lagos, bordes de bosques y matorrales húmedos, a una altitud de 0-200 metros; en Alabama, Arkansas, Florida, Georgia, Illinois, Kentucky, Luisiana, Misisipi, Misuri, Oklahoma, Carolina del Sur, Tennessee, Texas, Virginia.

## Taxonomía
Brunnichia ovata fue descrita por (Walter) Shinners y publicado en Sida 3(2): 115. 1967.
Sinonimia
- Rajania ovata Walter basónimo
- Brunnichia cirrhosa Gaertn.
- Polygonum claviculatum Meisn.[4]